# Zbudinnie
Zbudinne (pol. Збудінне; biał. Абуджэньне) – regionalne czasopismo białoruskie wydawane w latach 1989–1995 przez Radę Inicjatywną Ruchu na Rzecz Odrodzenia Jaćwieży. 
Pismo było kontynuacją „Baliesów Poliśsja”, które drukowano jako wkładkę regionalną do „Czyrwonej Zmieny”. Na łamach „Zbudinnia” ukazywały się teksty dotyczące przeszłości regionu, jego kultury, tożsamości i języka. Teksty drukowano w językach poleskim, białoruskim – pisanym łacinką i grażdanką, rosyjskim i ukraińskim. 